# Amateur Athletic Association
Die Amateur Athletic Association of England oder AAA ist der älteste nationale Dachverband der Leichtathletik der Welt und wurde am 24. April 1880 gegründet. Historisch gesehen beaufsichtigte er effektiv die Leichtathletik in ganz Großbritannien. Heute unterstützt er regionale Leichtathletikclubs und setzt sich allein in England für die Entwicklung der Amateur- und Jugend-Leichtathletik ein.
Drei Männer der Universität Oxford waren für die Gründung des Amateursportverbandes verantwortlich – Clement Jackson, Montague Shearman und Bernhard Wise. Die ersten AAA-Meisterschaften wurden am 3. Juli 1880 in Lillie Bridge ausgetragen. Dame Marea Hartman war die erste weibliche Präsidentin des AAA, als sie 1991 ernannt wurde. Die AAA of England wurde 1991 nach der Fusion der früheren AAA und der Women’s Amateur Athletic Association (gegründet 1922) gegründet. Der WAAA hielt 1923 die ersten WAAA-Meisterschaften ab. Heute hat sie ihren Hauptsitz in Wincham in Cheshire West und Chester, östlich von Northwich.
Die AAA-Meisterschaften (de facto britische nationale Meisterschaften angesehen) wurden jährlich vom 3. Juli 1880 bis 2006 (mit Unterbrechungen durch die beiden Weltkriege) ausgetragen. Trial-Veranstaltungen für die britischen Mannschaften für die Olympischen Spiele, Leichtathletik-Weltmeisterschaften, Leichtathletik-Europameisterschaften und Commonwealth-Spiele waren oft Teil der Wettkämpfe. Die AAA-Hallenmeisterschaften spielten seit ihrer Gründung im Jahr 1935 eine ähnliche Rolle. Die Schaffung eines neuen nationalen Dachverbandes für die Leichtathletik, UK Athletics, im Jahr 1999 signalisierte den schwindenden Einfluss der AAA und ihrer Meisterschaften, wobei der neue Verband ab 2007 eigene britische Leichtathletikmeisterschaften und Trial-Veranstaltungen in der Halle und im Freien durchführte.